# Vierhonderdpolder
De Vierhonderdpolder (ook: Vierhonderd bezuiden de Kerkpolder) is een polder ten zuidoosten van Cadzand, behorende tot de Polders van Cadzand, Zuidzande en Nieuwvliet.
Vermoedelijk maakte de polder vanouds deel uit van de Oudelandse Polder. Na de stormvloed van 1375 werd de Vierhonderdpolder herdijkt in 1399. De polder is 185 ha groot, overeenkomend met 400 gemet, en van daar komt de naam.
In de polder bevindt zich de Cadzandse korenmolen Nooit Gedacht uit 1898, maar op deze plaats stond al een windmolen vanaf 1662.
De polder wordt begrensd door de Ringdijk-Zuid, de Ambachtsdijk (tegenwoordig: Provincialeweg), de Vierhonderdpolderdijk en de Ringdijk-Noord. Binnen de polder liggen hoeven als: Ruimzicht en Vijverhoeve.